# Decatur (Georgia)
Decatur es una ciudad ubicada en el condado de DeKalb en el estado estadounidense de Georgia. En el censo de 2000, su población era de 18.147.

## Demografía
En el 2000 la renta per cápita promedia del hogar era de $47,395, y el ingreso promedio para una familia era de $65,064. El ingreso per cápita para la localidad era de $29,363. Los hombres tenían un ingreso per cápita de $46,817 contra $38,381 para las mujeres.

## Geografía
Decatur se encuentra ubicado en las coordenadas 33°46′17″N 84°17′52″O / 33.77139, -84.29778 (33.771355, -84.297732).
Según la Oficina del Censo, la localidad tiene un área total de 10,8 km² (4,2 mi²), de la cual 10,8 km² (4,2 mi²) es tierra y 0 km² (0 mi²) (0.00%) es agua.

## Ciudades hermanas
- Trujillo, Perú[3]
- Ouahigouya, Burkina Faso[4]
- Boussé, Burkina Faso[4]